# Марков, Альберт Александрович
Альбе́рт Алекса́ндрович Ма́рков (род. 8 мая 1933, Харьков) — советский и американский скрипач, композитор, дирижёр, музыкальный педагог еврейского происхождения.

## Биография
В годы Великой Отечественной войны занимался скрипкой в эвакуации в Свердловске под руководством Петра Столярского. Затем учился в Харькове у Адольфа Лещинского. В 1956 г. перевёлся в Москву в Государственный музыкально-педагогический институт имени Гнесиных, который окончил в 1957 г. по классу скрипки Юрия Янкелевича, у него же учился в аспирантуре. Изучал также композицию под руководством Арама Хачатуряна и Генриха Литинского. В 1957 году был удостоен золотой медали Всемирного фестиваля молодёжи и студентов в Москве. В 1959 г. занял второе место и получил золотую медаль на Международном конкурсе имени королевы Елизаветы.
В 1960—1975 гг. преподавал в Институте имени Гнесиных. 
В 1975 г. эмигрировал в США. В 1976 г. дебютировал в этой стране как солист с Хьюстонским симфоническим оркестром. Начиная с 1981 г. преподаёт в Манхэттенской школе музыки, опубликовал учебные пособия «Скрипичная техника» (англ. Violin technique) , «Маленький скрипач» (англ. Little Violinist),
" Система скрипичной игры" ( англ."System of violin playing")
Автор трёх  опер, симфонии, скрипичного концерта, шести  рапсодий для скрипки с оркестром  а также и  других камерных и симфонических сочинений.
Среди записей Маркова-скрипача — Концерт № 2 Николо Паганини (с Симфоническим оркестром Всесоюзного радио и Центрального телевидения под управлением Геннадия Рождественского).

## Семья
Сын — Александр Марков (род. 1963), американский скрипач.